# Gerd Christian

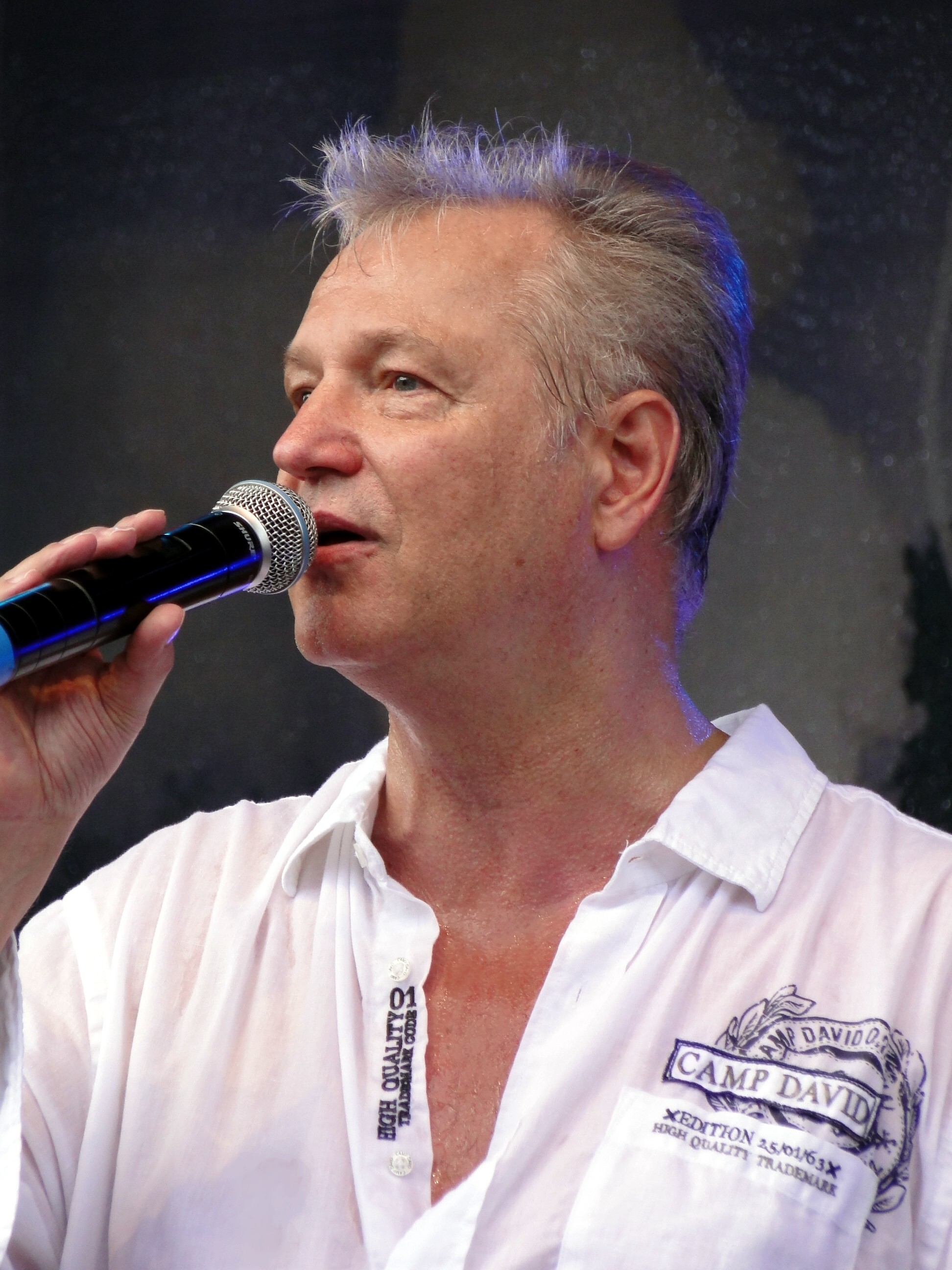
Gerd Christian (2010)

Gerd Christian (* 16. Juli 1950 in Greifswald; eigentlich Gerd-Christian Biege) ist ein deutscher Schlagersänger.

## Leben
Gerd Christian wuchs in Greifswald mit seinem jüngeren Bruder Holger Biege auf. Sein Vater war Biologe, seine Mutter Lehrerin. 1960 zog er mit seiner Familie nach Berlin. Dort erlernte er das Handwerk eines Baufacharbeiters. Nach einer dreijährigen Ausbildung an der Musikschule Friedrichshain erhielt er 1973 seinen Berufsausweis als Sänger.
Seine Karriere begann 1973 als Solist bei der Fritzens Dampferband. Mit dem von seinem Bruder Holger komponierten und Fred Gertz geschriebenen Titel Sag ihr auch gelang Gerd Christian 1979 sein solistischer Durchbruch. Der Titel verkaufte sich über eine Million Mal. Er gehört zu den seit der deutschen Wiedervereinigung am häufigsten gecoverten DDR-Schlagern; Neufassungen stammen u. a. von den Kastelruther Spatzen, Bernhard Brink, Leonard und dem Montanara-Chor.
Die Plattenfirma Amiga suchte ihn aus, die Hits Gloria von Umberto Tozzi, So bist du von Peter Maffay und Santa Maria von Oliver Onions und Roland Kaiser für Amiga-Veröffentlichungen einzusingen.
In Fernsehsendungen wie Ein Kessel Buntes, Da liegt Musike drin oder Bong hatte Gerd Christian regelmäßig Auftritte.
Mit dem neuen Autoren- und Produzententeam (Andreas Goldmann und Heike Fransecky) und dem Titel Ich träum von dir knüpft Gerd Christian seit 2000 an seine früheren Erfolge an. Er war Gast in Lustige Musikanten (ZDF) bei Marianne und Michael, Musik für Sie (MDR), Aktuelle Schaubude (NDR), Die Schlager des Jahres (MDR), Musikantenscheune (ARD) und Hit-Sommernacht (MDR).
Gerd Christian lebt in Berlin-Hellersdorf und ist verheiratet.

## Diskografie

### Singles
- 1979: Sag ihr auch, Amiga
- 1979: Gloria, Amiga
- 1979: Mädchen, Amiga
- 1981: Sie lag im Schlauchboot, Amiga
- 1982: Denn ich bin nie zu Haus, Amiga
- 1984: Steh mir bei, Amiga
- 1991: Warum willst du gehn, Amiga
- 1992: Das alte Schiff
- 2000: Ich träume von dir
- 2003: Ich werde da sein
- 2007: Der Sommer meines Lebens
- 2008: Zähl nicht nur die Jahre
- 2009: Wenn man älter wird
- 2009: Glück lebt in unseren Herzen
- 2010: Für Mandy
- 2014: Ich hatte selten Zeit

### Alben
- 1979: Sag ihr auch
- 1997: Mien Boom steiht hier (auf Plattdeutsch)
- 2002: Dreh dich nicht um
- 2003: Ich werde da sein
- 2003: Erinnerst du dich
- 2004: Träum in meinem Arm
- 2004: Sind die Lichter angezündet
- 2005: Das Bild in meiner Hand
- 2006: Hast du Zeit für mich
- 2007: Tanz mit mir
- 2008: Zähl nicht nur die Jahre
- 2009: Das eigene Gesicht
- 2010: Noch immer Jung
- 2014: Persönlich
- 2019: Authentisch